# Sur place ou à emporter
Pour les articles homonymes, voir Sur place ou à emporter ?.
Albums de Aldebert
Plateau Télé L'Année du singe
Sur place ou à emporter est le deuxième album du chanteur français Aldebert, sorti le 1er juin 2003.

## Liste des pistes
1. Saint' Nitouche
2. Tête en l'air
3. La Méthode couette
4. Indélébile
5. Rentrée des classes
6. Sur place ou à emporter
7. La Dame aux Camel Lights
8. Casanova ou Quasimodo
9. Hypocondriaque
10. Noctambule
11. Rien qu'un été
12. Petite Peine
13. GDB (Gueule de bois) (chanson cachée)